# Sintesi d'apertura

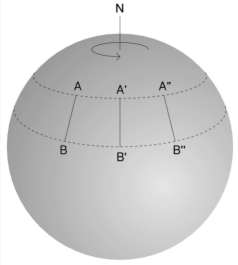
La maggior parte degli interferometri a sintesi d'apertura usa la rotazione della Terra per incrementare il numero di orientazioni della linea di base incluse in un'osservazione. In questo esempio, in cui la Terra rappresentata come una sfera grigia, la linea di base fra il telescopio A e telescopio B muta angolo col tempo rispetto alla sorgente radio, in funzione della rotazione terrestre. Acquisendo dati in momenti diversi si ottengono misurazioni con differenti separazioni dei telescopi.

La sintesi d'apertura (in inglese aperture synthesis o synthesis imaging), è un tipo di interferometria usata per collegare i segnali raccolti da una serie di telescopi per produrre immagini aventi una risoluzione angolare tale che le sue dimensioni complessive siano equivalenti alla somma di quelle dell'intero gruppo e che figuri come risultante da un unico strumento. A ogni separazione e orientazione, il modello di lobo dell'interferometro produce un output che è una componente della trasformata di Fourier della distribuzione spaziale della luminosità dell'oggetto osservato. L'immagine (o "mappa") della sorgente è il prodotto di queste misurazioni. Gli interferometri astronomici sono comunemente utilizzati nelle osservazioni ad alta risoluzione nell'astronomia ottica, infrarossa, submillimetrica e in radioastronomia. La sintesi d'apertura è possibile solo se, non solo l'ampiezza, ma anche la fase del segnale in arrivo è misurata da ogni telescopio. Per le radiofrequenze, questo è possibile con l'elettronica; mentre per la luce visibile è richiesto un interferometro laser delle dimensioni della linea di base, una tecnologia molto sofisticata che è divenuta accessibile solo negli anni '90. Questo è il motivo per cui la sintesi d'apertura è stata usata in radioastronomia fin dagli anni '50 e nell'astronomia ottica soltanto a partire dal 2000.

## Tecnica di visualizzazione
Per produrre un'immagine ad alta qualità è richiesto un grande numero di separazioni differenti fra diversi telescopi (la separazione proiettata tra due telescopi come appare dalla sorgente radio è chiamata linea di base); per ottenere un'immagine di buona qualità è richiesto un elevato numero di differenti linee di base. Il numero di linee di base (nb) per un apparato di n telescopi è dato da nb=(n2- n)/2.  Per esempio il Very Large Array ha 27 telescopi in grado di produrre in uno stesso istante 351 linee di base indipendenti, che forniscono immagini di alta qualità. Invece gli apparati ottici più grandi hanno attualmente solo 6 telescopi; di conseguenza la qualità dell'immagine ottenuta dalle 15 linee di base fra i telescopi risulta più scarsa. La maggior parte degli interferometri a sintesi d'apertura usa la rotazione della Terra per incrementare il numero di differenti linee di base incluse in un'osservazione (vedi diagramma a destra). I dati presi in momenti diversi forniscono misurazioni con differenti angoli e separazioni dei telescopi senza il bisogno di aggiungerne di nuovi o di muoverli manualmente, poiché la rotazione della Terra muove i telescopi verso nuove linee di base. L'uso della rotazione della Terra venne discusso in dettaglio nel documento del 1950 "Un'indagine preliminare delle stelle radio nell'Emisfero Nord". Alcuni strumenti utilizzano la rotazione artificiale del gruppo di interferometri invece della rotazione della Terra, come nell'interferometria con maschera d'apertura.

## Storia
L'imaging di sintesi d'apertura fu sviluppata dapprima nelle lunghezze d'onda radio da Martin Ryle e collaboratori del Gruppo di Radioastronomia Cavendish all'Università di Cambridge. Martin Ryle e Tony Hewish ricevettero insieme il Premio Nobel sia per questo che per altri contributi dati allo sviluppo della radio-interferometria. L'iniziale gruppo di radioastronomia di Cambridge fondò successivamente l'Osservatorio radioastronomico Mullard vicino a Cambridge negli anni '50. Durante i tardi anni '60 e i primi anni del '70, con computer come il Titan, divenne possibile trattare i complessi calcoli richiesti dalla trasformata di Fourier inversa, cosicché essi poterono usare la sintesi d'apertura per creare un'apertura effettiva di 'One-Mile' e più tardi di '5 km' usando, rispettivamente, i telescopi One-Mile e Ryle. La tecnica fu poi ulteriormente sviluppata  nell'Interferometria a lunghissima base per ottenere linee di base di migliaia di km. La sintesi di apertura è usata anche in un tipo di sistema radar noto come radar a sintesi d'apertura, e anche nei telescopi ottici.
In origine, si era pensato fosse necessario fare misurazioni essenzialmente per ogni lunghezza della linea di base e per orientazione fino a un qualche massimo: una simile trasformata di Fourier pienamente campionata contiene, formalmente, l'esatta informazione equivalente all'immagine fornita da un telescopio convenzionale con un diametro d'apertura uguale alla linea di base massima; da questo deriva il nome sintesi d'apertura. Si scoprì presto che, in molti casi, si potevano ottenere immagini utili anche con un insieme relativamente molto meno denso e irregolare di linee di base, soprattutto con l'aiuto di algoritmi di deconvoluzione non lineare come il metodo della massima entropia. Il nome alternativo, imaging di sintesi, enfatizza il mutato approccio dall'iniziale proposito di sintetizzare l'apertura completa (ottenendo la ricostruzione dell'immagine tramite la trasformata di Fourier) al sintetizzare l'immagine da qualsiasi dato disponibile, usando algoritmi potenti anche se molto più dispendiosi dal punto di vista computazionale.
L'imaging di sintesi d'apertura si è dimostrata valida nell'ottica e nell'infrarosso, dapprima usando l'interferometria con maschera d'apertura e in seguito per mezzo di apparati di telescopi separati. Fino al 2006, quattro gruppi di interferometri ottici/infrarossi hanno reso disponibili immagini a sintesi d'apertura: il Cambridge Optical Aperture Synthesis Telescope (COAST), il NPOI (Navy Prototype Optical Interferometer), lo IOTA (Infrared Optical Telescope Array), e l'ISI (Infrared Spatial Interferometer).